# Сноумасс-Вілледж (Колорадо)
Сноумасс-Вілледж (англ. Snowmass Village) — місто (англ. town) в США, в окрузі Піткін штату Колорадо. Населення — 3096 осіб (2020).

## Географія
Сноумасс-Вілледж розташований за координатами 39°13′0″ пн. ш. 106°56′39″ зх. д. / 39.21667° пн. ш. 106.94417° зх. д. (39.216615, -106.944175).  За даними Бюро перепису населення США в 2010 році місто мало площу 66,88 км², з яких 66,66 км² — суходіл та 0,21 км² — водойми. В 2017 році площа становила 70,96 км², з яких 70,75 км² — суходіл та 0,21 км² — водойми.

## Демографія
Згідно з переписом 2010 року, у місті мешкало 2826 осіб у 1327 домогосподарствах у складі 633 родин. Густота населення становила 42 особи/км².  Було 2355 помешкань (35/км²).
Расовий склад населення:
| - 96,3 % — білих - 0,7 % — азіатів - 0,3 % — чорних або афроамериканців - 0,1 % — корінних американців - 1,5 % — осіб інших рас |

До двох чи більше рас належало 1,0 %. Частка іспаномовних становила 6,0 % від усіх жителів.
За віковим діапазоном населення розподілялося таким чином: 17,1 % — особи молодші 18 років, 71,4 % — особи у віці 18—64 років, 11,5 % — особи у віці 65 років та старші. Медіана віку мешканця становила 40,4 року. На 100 осіб жіночої статі у місті припадало 123,9 чоловіків;  на 100 жінок у віці від 18 років та старших — 129,6 чоловіків також старших 18 років.
Середній дохід на одне домашнє господарство  становив 109 600 доларів США (медіана — 81 035), а середній дохід на одну сім'ю — 175 040 доларів (медіана — 109 417). Медіана доходів становила 69 821 долар для чоловіків та 46 239 доларів для жінок. За межею бідності перебувало 9,7 % осіб, у тому числі 0,0 % дітей у віці до 18 років та 9,2 % осіб у віці 65 років та старших.
Цивільне працевлаштоване населення становило 1873 особи. Основні галузі зайнятості: мистецтво, розваги та відпочинок — 41,2 %, освіта, охорона здоров'я та соціальна допомога — 14,6 %, науковці, спеціалісти, менеджери — 11,5 %, фінанси, страхування та нерухомість — 8,8 %.